# Chemin de fer interurbain Liuzhou–Nanning
Le chemin de fer interurbain Liuzhou–Nanning est un chemin de fer à grande vitesse du sud-ouest de la Chine. Il relie la capitale provinciale de Nanning au nord-est de la province du Guangxi. Il est également relié au chemin de fer interurbain Hengyang-Liuzhou, permettant diverses liaisons avec des destinations lointaines, telles que Wuhan, Shanghai et Pékin.

## Histoire
La construction a commencé en 2009 et s'est achevée à la mi-2013. Il a été mis en service le 28 décembre 2013.  Il faisait partie d'un réseau de chemins de fer qui a ouvert le même jour, reliant Nanning à Beihai sur la côte.

## Itinéraire
Les 226 km de chemin de fer ont une vitesse maximale prévue de 250 km/h.